# Valentina Sinkevitch
Valentina Alekseïevna Sinkevitch (en russe : Валенти́на Алексе́евна Синке́вич, transcrit Sinkevich en anglais), née le 29 septembre 1926 à Kiev, dans la république socialiste soviétique d'Ukraine, et morte le 25 juin 2018 à Philadelphie, est une poétesse, essayiste, traductrice et critique en langue russe, de nationalité soviétique puis américaine. Elle fait partie de la deuxième vague de l'émigration russe.

## Biographie
Valentina Sinkevitch naît à Kiev en 1926. À la fin des années 1920, ses parents emménagent à Oster, en Ukraine, où son père, avocat de profession, travaille comme professeur de mathématiques.
En 1942, elle est déportée en Allemagne, comme Ostarbeiter, et envoyée dans un camp de travail obligatoire. De la fin de la guerre jusqu'en 1950, elle est internée dans des camps de personnes déplacées à Flensbourg et Hambourg.
En mai 1950, elle émigre en même temps qu'Olga Anstia et Ivan Ielaguine aux États-Unis, à Philadelphie, où elle exerce différents emplois, avant de devenir bibliothécaire de l'université grâce à sa connaissance du russe.
Elle y est rédactrice en chef de l'almanach Rencontres («Встречи»), dont le nom était avant 1983 Croisements («Перекрёстки»). Elle est la rédactrice de l'anthologie des poètes russes de la deuxième vague de l'émigration Berges («Берега») publiée à Philadelphie en 1992, et aussi l'un des auteurs du Dictionnaire des poètes de la diaspora russe («Словаря поэтов русского зарубежья», Saint-Pétersbourg, 1999). Elle a publié plus de 300 essais, critiques et articles.
Valentina Sinkevitch commence à écrire des poèmes à l'âge de dix ans, mais ne les publie qu'à partir de 1973.

## Œuvre poétique
Ses œuvres ont été publiées dans plusieurs anthologies et recueils : Berges (Берега, 1992), Strophes du siècle («Строфы века», 1995), Revenir en Russie en vers («Вернуться в Россию стихами», 1996), Nous avons vécu sur une autre planète («Мы жили тогда на планете другой», t. 4, 1997), Poésie russe du XXe siècle («Русская поэзия XX века», 1999), Kiev. Poètes russes. XXe siècle («Киев. Русские поэты. XX век», 2003).
Ses poèmes ont également été publiés dans les revues Rencontres et Croisements à Philadelphie, La Nouvelle Parole russe («Новое русское слово») et Le Nouveau Journal («Новый журнал») à New-York), Le Nouveau Journal («Новый журнал»), à Saint-Pétersbourg), Le Sagittaire («Стрелец»), Octobre («Октябрь») et d'autres.
Wolfgang Kasack porte l'appréciation suivante sur son œuvre :

« Les poèmes de Sinkevitch amènent le lecteur à prendre conscience de la vie, dans sa dimension spirituelle, des choses matérielles, et avant tout, dans l'art. Elle dépeint les êtres humains perplexes, choqués ou troublés dans leur perception. Pour cela, elle franchit souvent la frontière du rêve et de la vision. Le langage est lui-même un élément de la réalisation de ces impressions, quand, en composant avec des consonances proches, Sinkevitch avive alternativement les différents sens d'un mot. »

## Ouvrages
- (ru) Огни [« Feux »], New-York,‎ 1973 ;
- (ru) Наступление дня [« L'éveil du jour »], Philadelphie,‎ 1978 ;
- (ru) Цветенье трав [« Floraison des herbes »], Philadelphie,‎ 1985 ;
- (ru) Здесь я живу [« Je vis ici »], Philadelphie,‎ 1988 ;
- (ru) Избранное [« Choisi »], Philadelphie,‎ 1992 ;
- (ru) Триада [« Triade »], Philadelphie,‎ 1992 ;
- (ru) …с благодарностию : были — литературные мемуары [« ... avec gratitude, ils étaient — mémoires littéraires »], Moscou,‎ 2002 ;
- (ru) На этой красивой и страшной земле… [« Sur cette belle et étrange terre ... »], Moscou,‎ 2004 ;
- (ru) Мои встречи : русская литература Америки [« Mes rencontres : la littérature russe d'Amérique »], Vladivostok,‎ 2010.

### Publications récentes dans des revues russes
- (ru) « Валентина Синкевич » [« Valentina Sinkevitch : liste des publications »], sur Журнальный зал (magazines.russ.ru) (consulté le 7 octobre 2018).